# Arroyo Mármol
Arroyo Mármol är ett vattendrag i Argentina.   Det ligger i provinsen Entre Ríos, i den östra delen av landet, 290 kilometer norr om huvudstaden Buenos Aires.
Trakten runt Arroyo Mármol består i huvudsak av gräsmarker. Runt Arroyo Mármol är det glesbefolkat, med 12 invånare per kvadratkilometer.